# Гусев, Дмитрий Иванович
Дмитрий Иванович Гусев (1906 год — 1979 год) — механик по ремонту авиаприборов завода по ремонту авиационной техники Министерства обороны СССР, гор. Ленинград. Герой Социалистического Труда (1971).
Достиг выдающихся трудовых показателей. Досрочно выполнил личные социалистические обязательства и плановые задания Восьмой пятилетки (1966—1970). 15 июня 1971 года Указом Президиума Верховного Совета СССР (с грифом «не подлежит публикованию») удостоен звания Героя Социалистического Труда «за выдающиеся успехи, достигнутые в выполнении пятилетнего плана» с вручением ордена Ленина и золотой медали Серп и Молот.
Скончался в 1979 году.